# Hassel (serie de televisión)
Hassel, es una serie de televisión sueca que estrenada el 8 de septiembre del 2017 por Viaplay.
La serie está basada en la popular serie de novelas detectivescas basadas en el oficial de la policía Roland Hassel del autor Olov Svedelid.
Ha contado con la participación invitada de los actores Johan Hedenberg, Thomas Hedengran, Hans Erik Dyvik Husby, Truus de Boer, entre otros...

## Historia
Centrada en el comisionado Roland Hassel, la serie lo seguirá junto a sus colegas en su lucha contra el crimen, el cual es cada vez más violento en Estocolmo, y cuando su jefe y mentor Yngve Ruda es brutalmente asesinado en la calle, pronto Hassel se ve envuelto en un mundo despiadado del poder, el dinero y la corrupción. Cuánto más cerca están de la verdad, más vulnerables son Hassel y su familia.

## Personajes

### Personajes principales
| Actor                   | Personaje       | Ocupación                     | N.º de episodios | Duración        |
| ----------------------- | --------------- | ----------------------------- | ---------------- | --------------- |
| Ola Rapace              | Roland Hassel   | Comisionado de la Policía     | 10               | 2017 - presente |
| Aliette Opheim          | Daniela Bergman | Novia de Hassel               | 10               | 2017 - presente |
| Shanti Roney            | Thomas Meyer    | Oficial y Compañero de Hassel | 10               | 2017 - presente |
| Ana Gil Melo Nascimento | Fatima Nidal    | -                             | 10               | 2017 - presente |
| Nanna Blondes           | Eira Lindhe     | -                             | 10               | 2017 - presente |

### Personajes recurrentes
| Actor                 | Personaje        | Ocupación | N.º de episodios | Duración        |
| --------------------- | ---------------- | --------- | ---------------- | --------------- |
| Wilma Lidén           | Vida Bergman     | -         | 10               | 2017 - presente |
| Thomas Holmin         | Simon Palm       | -         | 10               | 2017 - presente |
| David Nzinga          | Johannes Frank   | -         | 9                | 2017 - presente |
| Christopher Wagelin   | Joel Holm        | -         | 7                | 2017 - presente |
| Jens Hultén           | Leon Forsberg    | -         | 7                | 2017 - presente |
| Kalled Mustonen       | Petri Mikkola    | -         | 6                | 2017 - presente |
| Angela Kovács         | Kathy Grundin    | -         | 6                | 2017 - presente |
| Niklas Engdahl        | Claes Danielsson | -         | 5                | 2017 - presente |
| Rudolf Winco Castillo | Gavrilo          | -         | 5                | 2017 - presente |
| Stina Ekblad          | Marianne Ruda    | -         | 4                | 2017 - presente |

### Antiguos personajes
| Actor           | Personaje  | Ocupación          | N.º de episodios | Duración |
| --------------- | ---------- | ------------------ | ---------------- | -------- |
| Tomas Laustiola | Yngve Ruda | Oficial de Policía | 3                | 2017     |

## Episodios
La serie fue estrenada el 8 de septiembre del 2017 y emitió 10 episodios, siendo su última transmisión el 3 de noviembre del mismo año.

## Producción
El 19 de julio del 2014 "Aftonbladet" anunció que Nice Drama  había obtenido los derechos cinematográficos de los libros "Roland Hassel" del autor sueco Olov Svedelids.
La serie fue dirigida por Amir Chamdin y contó con los escritores Henrik Jansson-Schweizer, Morgan Jensen, Charlotte Lesche, Björn Paqualin y Olov Svedelid. En la producción contó con la aportación del productor Malte Forssell y la cinematografía estará a cargo de Crille Forsberg.
Anteriormente el actor sueco Lars-Erik Berenett había interpretó a Roland Hassel en 10 películas entre 1986 y 1992.
Contó con las compañías de coproducción "Beta Film", "Lunanime", "Nice Drama" y "Viaplay".
Se anunció que en el otoño del 2017 la serie sería distribuida por "Viaplay" en internet y en la primavera del 2018 por "TV3 Sverige" en la televisión en Suecia.